# Кутњаци
Стални кутњаци или молари су највећи зуби у устима и истовремено су највише постериорно лоцирани. Име им потиче од латинске речи molaris, што значи млински камен. Они нису супституенти, јер избијају иза млечних зуба и од њих преузимају доминантну улогу у формирању оклузалних односа хумане дентиције. Обично има дванаест сталних молара, по три у сваком квадранту, а означавају се као први, други и трећи стални кутњак. Заједно са премоларима, они чине групу бочних зуба (лат. dentes posteriores s. transcanini).

## Класа молара
- први горњи кутњак – ;
- други горњи кутњак - ;
- трећи горњи кутњак (умњак) - dens molaris tercius superior s. sapientiae (dexter et sinister);
- први доњи кутњак – ;
- други  доњи кутњак - ;
- трећи доњи кутњак (умњак) - dens molaris tercius inferior s. sapientiae (dexter et sinister).

Класа кутњака формира се временски дисконтинуирано. Наиме, први кутњак ниче око шесте године живота, други око дванаесте, а трећи око осамнаесте године или уопште не изникне. То значи да је потребно више од дванаест година да би се комплетирала стална дентиција.
Пространа оклузална површина, јака коренска подршка и однос према виличном зглобу, чине класу молара идеално прикладном за функцију млевења хране. Они имају и естетску и фонетску улогу, а такође подупиру и вертикалну димензију лица и структуре темпоромандибуларног зглоба.

## Атрибути класе
Постоје четири карактеристична обележја по којима се класа молара разликује од осталих зубa:
- највећа оклузална површина у денталним луковима,
- присуство већег броја квржица (3—5) у унутрашњем оклузалном пољу,
- присуство најмање две букалне квржице,
- присуство две или три коренске гране, јединствене оријентације и распореда.

## Горњи молари
Круне горњих кутњака су краће оклузо-цервикално у односу на остале зубе, али су веће у свим осталим димензијама.
Контуре спољашњег оклузалног поља су обично ромбоидног облика, а основна карактеристика унутрашњег оклузалног поља је присуство три веће и једне мање квржице. Главне квржице су: мезиобукална, дистобукална и мезиопалатинална, и оне су уређене у трикуспално-триангуларној форми. Последње две су обично повезане косим гребеном (лат. crista obliqua), а преостала дистопалатинална квржица је увек најмања и понекад је у целости одсутна.
Горњи молари имају три корена, два букална и један палатинални. Први горњи кутњак је највећи и показује најмањи опсег варијација.

## Доњи молари
Слично горњим антагонистима, доњи молари су највећи и најјачи зуби мандибуларног денталног лука. Први доњи молар представља „сидро“ доњег денталног лука са аспекта оклузије.

## Атрибути денталног лука
Упоређивањем горњих и доњих молара, уочавају се следеће разлике:
- круне доњих молара су шире мезио-дистално него буко-орално, а код горњих молара је обрнут случај,
- величина, распоред и број квржица су различити,
- код доњих молара контура унутрашњег оклузалног поља је правоугаоног или петоугаоног облика, а код горњих кутњака има облик ромба,
- доњи молари имају две, а горњи три коренске гране,
- доњи кутњаци показују лингвални нагиб круне и сл.

## Значај
Највећи притисак при жвакању је у пределу молара, што одређује њихову масивност, број и распоред квржица, као и број и распоред коренова. На тај начин је обезбеђена добра механичка обрада хране у устима и олакшано варење у осталим деловима дигестивног тракта.
Посебно важно је нагласити да је „шестица“ први стални зуб који израста у људским устима, а с обзиром на узраст детета и честу неинформисаност родитеља (који обично мисле да је у питању млечни зуб), он бива запостављен. Његовим губитком долази до многих поремећаја у жвачној функцији, поремећаја међувиличних односа, те промене положаја околних зуба.